# Wólka Czarnińska
Wólka Czarnińska – wieś sołecka w Polsce położona w województwie mazowieckim, w powiecie mińskim, w gminie Stanisławów.
W latach 1975–1998 miejscowość administracyjnie należała do województwa siedleckiego.
Wieś leży w odległości 3 km od Stanisławowa i 10 km od Mińska Mazowieckiego, nad rzeką Czarną, otoczona jest lasami i łąkami. Na terenie miejscowości nie ma żadnych obiektów zabytkowych. Dobre miejsce do agroturystyki, zbierania grzybów. Wokół rozciągają się rozległe tereny łowieckie.
Wierni Kościoła rzymskokatolickiego należą do parafii św. Jana Chrzciciela i św. Stanisława BM w Stanisławowie.